# Apple II
Apple II (изписван с квадратни скоби вместо римски цифри Apple ][, понякога наричан просто Apple) е първият масово използван персонален компютър, разработен от Apple. Неговият пряк предшественик Apple I – модел, пуснат в ограничена серия и предназначен за любители на електрониката, проправя път на много от характеристиките, благодарение на които Apple II постига уникален за времето си пазарен успех. Apple II е представен за първи път на компютърното изложение на Западното крайбрежие през 1977 г.
През 1980-те и в началото на 90-те Apple II е на практика стандартният компютър за американските училища, колежи и университети. Става популярен и сред бизнес потребителите с първата изчислителна програма VisiCalc.
С известни относително леки модификации се произвежда до 1993 г.
Уникално за Apple II е и въвеждането на цветен дисплей, графичен режим с висока разделителна способност, звук, както и вграденият език за програмиране BASIC. В сравнение с по-ранни разработки Apple II е много по-достъпен и удобен за използване. С това той бележи началото на масовото разпространение на персоналните компютри – това е първият модел, предназначен за масовия потребител, а не само за специалисти.
Българският „Правец 82“ е създаден като негово копие, пригодено за изработване с произвеждани в СИВ интегрални схеми.
За пълен списък на останалите продукти на Apple и техните характеристики виж Продукти на Apple.